# Campeonato Europeu de Atletismo em Pista Coberta de 2019 - Pentatlo feminino
A prova do pentatlo feminino do Campeonato Europeu de Atletismo em Pista Coberta de 2019 foi disputada no dia  1 de março de 2019 na Emirates Arena, em Glasgow, no Reino Unido. 

## Recordes
Antes desta competição, os recordes mundiais e do campeonato nesta prova eram os seguintes:
|                       | Nome                      | Nacionalidade | Pontos   | Local    | Data               |
| --------------------- | ------------------------- | ------------- | -------- | -------- | ------------------ |
| Recorde mundial       | Natallia Dobrynska        | Ucrânia       | 5013 pts | Istambul | 9 de março de 2012 |
| Recorde do campeonato | Katarina Johnson-Thompson | Reino Unido   | 5000 pts | Praga    | 6 de março de 2015 |
| Recorde europeu       | Natallia Dobrynska        | Ucrânia       | 5013 pts | Istambul | 9 de março de 2012 |

## Medalhistas
| Ouro                            | Prata               | Bronze             |
| Katarina Johnson-Thompson (GBR) | Niamh Emerson (GBR) | Solene Ndama (FRA) |

## Cronograma
Todos os horários são locais (UTC+0).
| Data       | Hora  | Evento                  |
| ---------- | ----- | ----------------------- |
| 1 de março | 10:05 | 60 metros com barreiras |
| 1 de março | 10:45 | Salto em altura         |
| 1 de março | 13:15 | Arremesso de peso       |
| 1 de março | 19:04 | Salto em distância      |
| 1 de março | 21:23 | 800 metros              |

## Resultados

### 60 metros com barreiras
A prova foi realizada às 10:05 no dia 1 de março. 

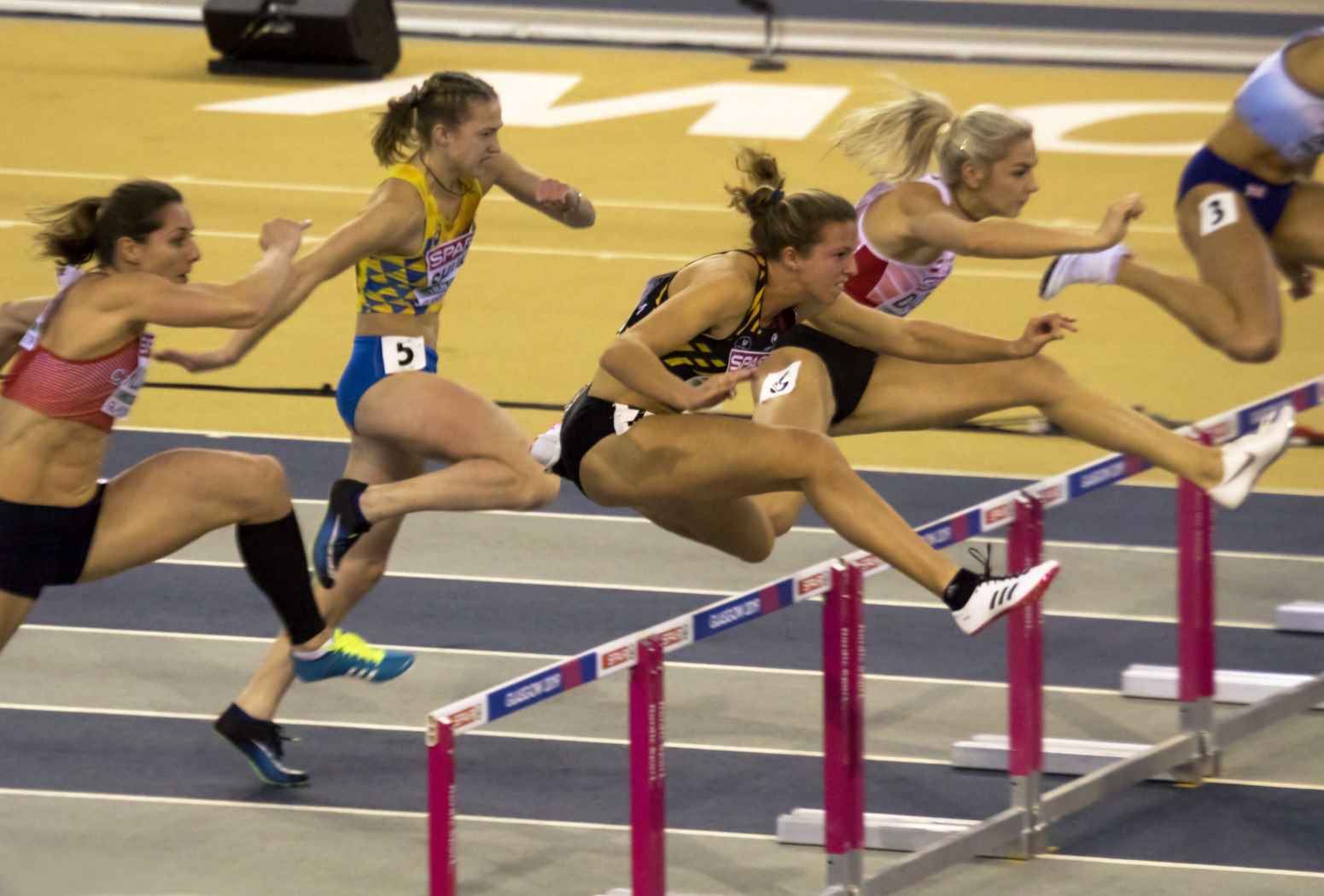
Bateria 1

| Posição | Bateria | Raia | Atleta                    | Nacionalidade | Tempo | Notas                | Pontos |
| ------- | ------- | ---- | ------------------------- | ------------- | ----- | -------------------- | ------ |
| 1       | 2       | 4    | Solene Ndama              | França        | 8.09  |                      | 1109   |
| 2       | 2       | 8    | Katarina Johnson-Thompson | Grã-Bretanha  | 8.27  | =                    | 1068   |
| 3       | 2       | 3    | Laura Ikauniece           | Letônia       | 8.29  | Recorde pessoal      | 1064   |
| 4       | 2       | 6    | Anouk Vetter              | Países Baixos | 8.33  | Recorde da temporada | 1055   |
| 5       | 2       | 5    | María Vicente             | Espanha       | 8.36  |                      | 1048   |
| 6       | 1       | 4    | Verena Preiner            | Áustria       | 8.38  | Recorde pessoal      | 1044   |
| 7       | 2       | 7    | Xénia Krizsán             | Hungria       | 8.45  |                      | 1028   |
| 8       | 1       | 6    | Ivona Dadic               | Áustria       | 8.53  | Recorde da temporada | 1010   |
| 9       | 1       | 3    | Niamh Emerson             | Grã-Bretanha  | 8.54  | Recorde pessoal      | 1008   |
| 10      | 1       | 7    | Hanne Maudens             | Bélgica       | 8.59  | =                    | 997    |
| 11      | 1       | 8    | Eliška Klučinová          | Chéquia       | 8.74  |                      | 965    |
| 12      | 1       | 5    | Alina Shukh               | Ucrânia       | 8.89  |                      | 933    |

### Salto em altura
A prova foi realizada às 10:45 no dia 1 de março. 
| Posição | Grupo | Atleta                    | Nacionalidade | 1.60 | 1.63 | 1.66 | 1.69 | 1.72 | 1.75 | 1.78 | 1.81 | 1.84 | 1.87 | 1.90 | 1.93 | 1.96 | 1.99 | Resultado | Pontos | Notas                | Total |
| ------- | ----- | ------------------------- | ------------- | ---- | ---- | ---- | ---- | ---- | ---- | ---- | ---- | ---- | ---- | ---- | ---- | ---- | ---- | --------- | ------ | -------------------- | ----- |
| 1       | A     | Katarina Johnson-Thompson | Grã-Bretanha  | –    | –    | –    | –    | –    | –    | –    | o    | o    | xo   | xo   | xo   | o    | xxx  | 1.96      | 1184   |                      | 2252  |
| 2       | A     | Niamh Emerson             | Grã-Bretanha  | –    | –    | –    | –    | –    | o    | o    | xo   | o    | xo   | xxx  |      |      |      | 1.87      | 1067   | Recorde pessoal      | 2075  |
| 3       | A     | Ivona Dadic               | Áustria       | –    | –    | –    | o    | o    | o    | o    | o    | o    | xxx  |      |      |      |      | 1.84      | 1029   | Recorde da temporada | 2039  |
| 4       | B     | Laura Ikauniece           | Letônia       | –    | –    | –    | –    | o    | o    | o    | o    | xxo  | xr   |      |      |      |      | 1.84      | 1029   | Recorde da temporada | 2093  |
| 4       | A     | Alina Shukh               | Ucrânia       | –    | –    | –    | –    | o    | o    | o    | o    | xxo  | xxx  |      |      |      |      | 1.84      | 1029   | Recorde da temporada | 1962  |
| 6       | B     | Xénia Krizsán             | Hungria       | –    | o    | –    | o    | o    | o    | xo   | xxx  |      |      |      |      |      |      | 1.78      | 953    | Recorde da temporada | 1981  |
| 7       | B     | Solene Ndama              | França        | –    | –    | o    | o    | o    | xo   | xxo  | xxx  |      |      |      |      |      |      | 1.78      | 953    | Recorde pessoal      | 2062  |
| 8       | B     | Hanne Maudens             | Bélgica       | –    | –    | o    | o    | o    | xo   | xxx  |      |      |      |      |      |      |      | 1.75      | 916    |                      | 1913  |
| 8       | B     | Verena Preiner            | Áustria       | –    | o    | o    | o    | o    | xo   | xxx  |      |      |      |      |      |      |      | 1.75      | 916    | Recorde pessoal      | 1960  |
| 8       | B     | Anouk Vetter              | Países Baixos | –    | –    | o    | o    | o    | xo   | xxx  |      |      |      |      |      |      |      | 1.75      | 916    |                      | 1971  |
| 11      | A     | María Vicente             | Espanha       | o    | –    | o    | –    | xo   | o    | xxx  |      |      |      |      |      |      |      | 1.75      | 916    |                      | 1964  |
| 12      | A     | Eliška Klučinová          | Chéquia       | –    | –    | –    | –    | o    | –    | xxx  |      |      |      |      |      |      |      | 1.72      | 879    |                      | 1844  |

### Arremesso de peso
A prova foi realizada às 13:15 no dia 1 de março. 
| Posição | Atleta                    | Nacionalidade | #1    | #2    | #3    | Resultado | Notas                | Pontos | Total |
| ------- | ------------------------- | ------------- | ----- | ----- | ----- | --------- | -------------------- | ------ | ----- |
| 1       | Anouk Vetter              | Países Baixos | 15.40 | 14.75 | x     | 15.40     |                      | 888    | 2859  |
| 2       | Eliška Klučinová          | Chéquia       | x     | 14.73 | 14.43 | 14.73     |                      | 843    | 2687  |
| 3       | Verena Preiner            | Áustria       | 14.32 | x     | 14.10 | 14.32     |                      | 815    | 2775  |
| 4       | Alina Shukh               | Ucrânia       | 13.92 | x     | 14.28 | 14.28     |                      | 813    | 2775  |
| 5       | Solene Ndama              | França        | 13.50 | 12.96 | 14.23 | 14.23     |                      | 809    | 2871  |
| 6       | Xénia Krizsán             | Hungria       | 14.01 | 14.17 | 14.16 | 14.17     | Recorde da temporada | 805    | 2786  |
| 7       | Niamh Emerson             | Grã-Bretanha  | 13.93 | x     | 12.80 | 13.93     | Recorde pessoal      | 789    | 2864  |
| 8       | Ivona Dadic               | Áustria       | 13.33 | x     | x     | 13.33     |                      | 749    | 2788  |
| 9       | Laura Ikauniece           | Letônia       | 13.31 | 13.19 | x     | 13.31     |                      | 748    | 2841  |
| 10      | Katarina Johnson-Thompson | Grã-Bretanha  | 13.15 | 12.19 | 12.82 | 13.15     | Recorde pessoal      | 737    | 2989  |
| 11      | Hanne Maudens             | Bélgica       | 13.04 | 12.74 | 12.94 | 13.04     |                      | 730    | 2643  |
| 12      | María Vicente             | Espanha       | 12.31 | 12.82 | 12.79 | 12.82     | Recorde pessoal      | 715    | 2679  |

### Salto em distância
A prova foi realizada às 19:04 no dia 1 de março. 
| Posição | Atleta                    | Nacionalidade | #1   | #2   | #3   | Resultado | Notas                | Pontos | Total |
| ------- | ------------------------- | ------------- | ---- | ---- | ---- | --------- | -------------------- | ------ | ----- |
| 1       | Katarina Johnson-Thompson | Grã-Bretanha  | X    | 6.53 | X    | 6.53      |                      | 1017   | 4006  |
| 2       | Ivona Dadic               | Áustria       | 6.06 | X    | 6.42 | 6.42      | Recorde pessoal      | 981    | 3769  |
| 3       | María Vicente             | Espanha       | 6.33 | 6.31 | 6.26 | 6.33      |                      | 953    | 3632  |
| 4       | Laura Ikauniece           | Letônia       | 6.12 | 6.33 | 6.31 | 6.33      | Recorde da temporada | 953    | 3794  |
| 5       | Hanne Maudens             | Bélgica       | 6.33 | 6.20 | 6.07 | 6.33      |                      | 953    | 3596  |
| 6       | Niamh Emerson             | Grã-Bretanha  | 5.96 | 5.92 | 6.29 | 6.29      | Recorde pessoal      | 940    | 3804  |
| 7       | Solene Ndama              | França        | 6.21 | X    | 6.11 | 6.21      |                      | 915    | 3786  |
| 8       | Verena Preiner            | Áustria       | 6.13 | 6.15 | 6.01 | 6.15      | Recorde pessoal      | 896    | 3671  |
| 9       | Xénia Krizsán             | Hungria       | 6.00 | 6.05 | X    | 6.05      |                      | 865    | 3651  |
| 10      | Eliška Klučinová          | Chéquia       | 5.94 | 5.89 | 5.83 | 5.94      |                      | 831    | 3518  |
| 11      | Alina Shukh               | Ucrânia       | 5.84 | 5.54 | X    | 5.84      |                      | 801    | 3576  |
| 12      | Anouk Vetter              | Países Baixos |      |      |      | DNS       |                      | 0      | DNF   |

### 800 metros
A prova foi realizada às 21:23 no dia 1 de março. 
| Posição | Atleta                    | Nacionalidade | Tempo   | Notas | Pontos | Total |
| ------- | ------------------------- | ------------- | ------- | ----- | ------ | ----- |
| 1       | Katarina Johnson-Thompson | Grã-Bretanha  | 2:09.13 |       | 977    | 4983  |
| 2       | Verena Preiner            | Áustria       | 2:09.91 |       | 966    | 4637  |
| 3       | Xénia Krizsán             | Hungria       | 2:10.50 |       | 957    | 4608  |
| 4       | Solene Ndama              | França        | 2:11.92 |       | 937    | 4723  |
| 5       | Ivona Dadic               | Áustria       | 2:12.15 |       | 933    | 4702  |
| 6       | Niamh Emerson             | Grã-Bretanha  | 2:12.56 |       | 927    | 4731  |
| 7       | Laura Ikauniece           | Letônia       | 2:14.01 |       | 907    | 4701  |
| 8       | Hanne Maudens             | Bélgica       | 2:18.47 |       | 844    | 4440  |
| 9       | María Vicente             | Espanha       | 2:27.00 |       | 731    | 4363  |
| 10      | Eliška Klučinová          | Chéquia       | DNF     |       | 0      | 3518  |
| 11      | Alina Shukh               | Ucrânia       | DNS     |       | 0      | DNF   |

## Classificação final

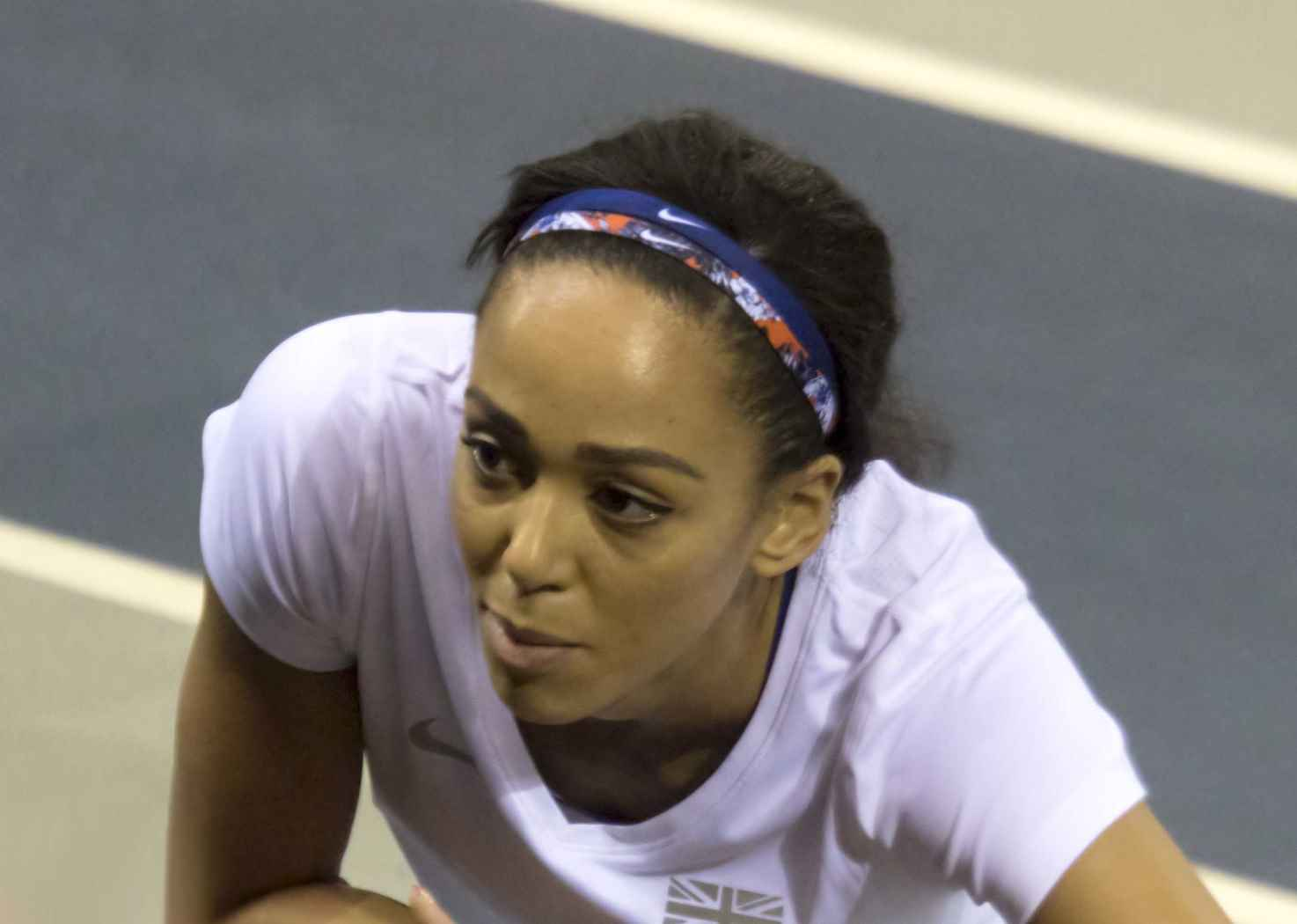
A vencedora, Katarina Johnson-Thompson

| Posição           | Atleta                    | Nacionalidade | Pontos | Notas                |
| ----------------- | ------------------------- | ------------- | ------ | -------------------- |
| Medalha de ouro   | Katarina Johnson-Thompson | Grã-Bretanha  | 4983   | Melhor marca do ano  |
| Medalha de prata  | Niamh Emerson             | Grã-Bretanha  | 4731   | Recorde pessoal      |
| Medalha de bronze | Solene Ndama              | França        | 4723   | =                    |
| 4                 | Ivona Dadic               | Áustria       | 4702   |                      |
| 5                 | Laura Ikauniece           | Letônia       | 4701   | Recorde nacional     |
| 6                 | Verena Preiner            | Áustria       | 4637   | Recorde pessoal      |
| 7                 | Xénia Krizsán             | Hungria       | 4608   | Recorde da temporada |
| 8                 | Hanne Maudens             | Bélgica       | 4440   |                      |
| 9                 | María Vicente             | Espanha       | 4363   |                      |
| 10                | Eliška Klučinová          | Chéquia       | 3518   |                      |
| 11                | Alina Shukh               | Ucrânia       | DNF    |                      |
| 11                | Anouk Vetter              | Países Baixos | DNF    |                      |

Legenda
| Recorde mundial       | Recorde mundial (World record)               |                       | Recorde africano                      | Recorde africano (African) |                                           | Q | Classificado por posição (Qualified) |
| Recorde do campeonato | Recorde do campeonato (Championship record)  | Recorde da América    | Recorde da América (Americas)         | q                          | Classificado por melhor tempo (Qualified) |   |                                      |
| Melhor marca do ano   | Melhor marca do ano (World leading)          | Recorde asiático      | Recorde asiático (Asian)              | DNS                        | Não largou (Did not start)                |   |                                      |
| Recorde nacional      | Recorde nacional (National record)           | Recorde europeu       | Recorde europeu (European)            | DNF                        | Não terminou (Did not finish)             |   |                                      |
| Recorde pessoal       | Recorde pessoal do atleta (Personal best)    | Recorde da Oceania    | Recorde da Oceania (Oceania)          | DSQ / DQ                   | Desclassificado (Disqualified)            |   |                                      |
| Recorde da temporada  | Recorde da temporada do atleta (Season best) | Recorde sul-americano | Recorde sul-americano (South America) | NM                         | Sem marca (No mark)                       |   |                                      |